# بخش توین (شهرستان دارک، اوهایو)
بخش توین (به انگلیسی: Twin Township) یک منطقهٔ مسکونی در ایالات متحده آمریکا است که در شهرستان دارک، اوهایو واقع شده‌است.
 بخش توین ۷۵٫۳ کیلومتر مربع مساحت و ۴٬۰۶۰ نفر جمعیت دارد و ۳۱۹ متر بالاتر از سطح دریا واقع شده‌است.